# Цвайфлинген
Цвайфлинген (нем. Zweiflingen) — община в Германии, в земле Баден-Вюртемберг. 
Подчиняется административному округу Штутгарт. Входит в состав района Хоэнлоэ.  Население составляет 1788 человек (на 31 декабря 2010 года). Занимает площадь 32,10 км².
Коммуна подразделяется на 7 сельских округов.